# Williams FW09
El Williams FW09 fue un monoplaza de Fórmula 1 diseñado por Frank Dernie y Neil Oatley . Fue el primer chasis Williams propulsado por un motor Honda V6 turboalimentado , por el cual Frank Williams negoció un acuerdo hacia fines de 1982 y principios de 1983.
Honda ya estaba suministrando el pequeño equipo Spirit para 1983, pero estaba entusiasmado con el suministro de Williams, que no solo tenía al actual campeón mundial Keke Rosberg como piloto principal, sino que era uno de los principales constructores en la Fórmula 1 que había ganado previamente ambos Pilotos. y títulos de Constructores en dos ocasiones, un currículum que ni Spirit ni su joven piloto sueco Stefan Johansson podían igualar. Williams había acordado ayudar a desarrollar el motor en condiciones de carrera de Gran Premio . El espíritu se plegó poco después.